# Макишев, Усенбек
Усенбе́к Маки́шев (кирг. Үсөнбек Макишев; род. 15 мая 1929, село Сары-Булак, Фрунзенский кантон, Киргизская АССР, РСФСР, СССР) — электросварщик, Герой Социалистического Труда (1971).

## Биография
Родился 15 мая 1929 года в крестьянской семье в селе Сары-Булак (ныне — Жайылский район Чуйской области Кыргызстана).
С 1954 года — электросварщик завода сельскохозяйственного машиностроения имени М. В. Фрунзе Министерства транспортного и сельскохозяйственного машиностроения СССР в городе Фрунзе (ныне Бишкек).
С начала Восьмой пятилетки (1966—1970) ежегодно выполнял производственный план на 140—150 %. Задания этой пятилетки Макишев выполнил досрочно за три года 8 месяцев. 5 апреля 1971 года  удостоен звания Героя Социалистического Труда.
С 1984 года — персональный пенсионер союзного значения. Проживал в городе Фрунзе.

## Награды
- Орден Трудового Красного Знамени за трудовые достижения во время Семилетки (1959—1965)[1].
- Герой Социалистического Труда с вручением ордена Ленина и золотой медали «Серп и Молот» (5 апреля 1971) «за особые заслуги в выполнении заданий пятилетнего плана по развитию тракторного и сельскохозяйственного машиностроения и достижение высоких производственных показателей»[3].
- Орден Трудового Красного Знамени «за успехи в выполнении плана на 1973 год и социалистических обязательств»[1].